# Герб Великоновосёлковского района
Герб Великоновосёлковского района — официальный символ Великоновосёлковского района Донецкой области, утверждённый решением сессии районного совета от 28 февраля 2007 года.

## Описание
На первом, лазурном, поле восходит золотое солнце с семнадцатью лучами, отягощённое серебряной лодкой в виде голубя. На втором, чёрном, поле — зелёные столбы. Щит обрамлён подсолнухами и колосками пшеницы, обвит красной лентой с серебряной надписью "Великоновоселковский район".
Компьютерная графика — В.М.Напиткин, К.М.Богатов.